# بانک رافائل
بانک رافائل (انگلیسی: Raphaels Bank) شرکت خدمات مالی و بانکداری بریتانیایی است، که در سال ۱۷۸۷ تأسیس شد.